# Annibale di Capua
Annibale di Capua (Napoli, metà XVI secolo – Napoli, 2 settembre 1595) è stato un arcivescovo cattolico italiano.

## Biografia

Stemma della famiglia Di Capua

Annibale di Capua nacque a Napoli verso la metà del XVI secolo. Nel 1562, probabilmente dopo essere diventato sacerdote, andò a studiare giurisprudenza a Padova, dove conobbe Torquato Tasso, che lo ricorda nel manoscritto del Rinaldo (VIII canto) come suo protettore. Si trasferì prima a Pavia dove divenne doctor utriusque iuris e dove entrò a far parte dell'Accademia degli Affidati, e dopo a Roma, dove studiò teologia presso i gesuiti e dove divenne amico del futuro Papa Gregorio XIII, che lo nominò cameriere segreto.
Dal novembre 1576 fino al gennaio 1577 fu nunzio straordinario a Praga presso il neoeletto imperatore Rodolfo II per controllarne l'affidabilità alla Chiesa. Dal luglio 1577 fino al novembre 1578 fu nunzio a Venezia: infatti pur essendo stato nominato arcivescovo di Napoli l'11 agosto 1578, riuscì a prendere possesso dell'arcidiocesi solo nel febbraio dell'anno successivo (1579), poiché essa spettava per tradizione ad un Orsini o ad un Aragona.
Nel 1580 indisse una visita pastorale, per rendersi conto dei problemi dell'arcidiocesi, e promosse un sinodo provinciale. Oltre a verificare i difficili rapporti tra l'arcidiocesi ed il Re, a causa delle sue pretese giudiziarie sugli edifici di culto, le opere pie e gli ospedali, cercò di porre rimedio, senza successo a causa della mancata approvazione pontificia, all'inadeguatezza delle parrocchie: riuscì soltanto a sopprimere alcune di esse e a trasferire alla cattedrale i loro benefici.
In qualità di arcivescovo si dedicò inoltre con zelo a disciplinare il clero, pervaso da ignoranza e inerzia, e i monasteri, ormai caratterizzati dalla rilassatezza morale, e a costruire o ristrutturare gli edifici sacri. Infine si impegnò ad intensificare la censura ed il controllo sulla stampa: il 28 gennaio 1583 infatti nominò il teologo Giovanni Battista da Potenza, il canonico Giovanni Francesco Lombardo ed il carmelitano Filocalio Faraldo delegati arcivescovili, con il compito di approvare ogni nuovo manoscritto affinché ottenesse la licenza alla stampa, rilasciata dall'arcivescovo stesso o dal suo vicario, ed obbligò, per evitare la circolazione di testi stampati all'estero, tutti i librai, pena la scomunica e la perdita dei libri, a preparare un elenco di tutte le opere in vendita e nominò altri tre delegati con il compito di controllare i libri in entrata e in uscita.
Morì a Napoli il 2 settembre 1595.

## Ascendenza
|                     |                 |                              | Genitori                         |  |  | Nonni |  |  | Bisnonni           |  |  | Trisnonni      |  |
|                     |                 |                              |                                  |  |  |       |  |  | Francesco di Capua |  |  | Luigi di Capua |  |
|                     |                 |                              |                                  |  |  |       |  |  | Francesco di Capua |  |  | Luigi di Capua |  |
|                     |                 | Altobella Pandone            |                                  |  |  |       |  |  | Francesco di Capua |  |  |                |  |
| Annibale di Capua   |                 |                              |                                  |  |  |       |  |  | Francesco di Capua |  |  |                |  |
|                     |                 | Elisabetta Conti             | Antonio Conti                    |  |  |       |  |  |                    |  |  |                |  |
|                     |                 | Elisabetta Conti             | Antonio Conti                    |  |  |       |  |  |                    |  |  |                |  |
|                     |                 | Elisabetta Conti             | Caterina Orsini                  |  |  |       |  |  |                    |  |  |                |  |
| Vincenzo di Capua   |                 | Elisabetta Conti             |                                  |  |  |       |  |  |                    |  |  |                |  |
|                     |                 | Anello Arcamone              | Francesco Arcamone               |  |  |       |  |  |                    |  |  |                |  |
|                     |                 | Anello Arcamone              | Francesco Arcamone               |  |  |       |  |  |                    |  |  |                |  |
|                     |                 | Anello Arcamone              | ?                                |  |  |       |  |  |                    |  |  |                |  |
| Lucrezia Arcamone   |                 | Anello Arcamone              |                                  |  |  |       |  |  |                    |  |  |                |  |
|                     |                 | Cassandra Scannasorice       | ?                                |  |  |       |  |  |                    |  |  |                |  |
|                     |                 | Cassandra Scannasorice       | ?                                |  |  |       |  |  |                    |  |  |                |  |
|                     |                 | Cassandra Scannasorice       | ?                                |  |  |       |  |  |                    |  |  |                |  |
| Annibale di Capua   |                 | Cassandra Scannasorice       |                                  |  |  |       |  |  |                    |  |  |                |  |
|                     | Andrea di Capua | Francesco di Capua           |                                  |  |  |       |  |  |                    |  |  |                |  |
|                     | Andrea di Capua | Francesco di Capua           |                                  |  |  |       |  |  |                    |  |  |                |  |
|                     | Andrea di Capua | Elisabetta Conti             |                                  |  |  |       |  |  |                    |  |  |                |  |
| Ferrante di Capua   | Andrea di Capua |                              |                                  |  |  |       |  |  |                    |  |  |                |  |
|                     |                 | Maria d'Ayerbo d'Aragona     | Sancho d'Ayerbo d'Aragona        |  |  |       |  |  |                    |  |  |                |  |
|                     |                 | Maria d'Ayerbo d'Aragona     | Sancho d'Ayerbo d'Aragona        |  |  |       |  |  |                    |  |  |                |  |
|                     |                 | Maria d'Ayerbo d'Aragona     | Diana/Bianca Sanz                |  |  |       |  |  |                    |  |  |                |  |
| Maria di Capua      |                 | Maria d'Ayerbo d'Aragona     |                                  |  |  |       |  |  |                    |  |  |                |  |
|                     |                 | Giovanni Francesco del Balzo | Raimondo del Balzo               |  |  |       |  |  |                    |  |  |                |  |
|                     |                 | Giovanni Francesco del Balzo | Raimondo del Balzo               |  |  |       |  |  |                    |  |  |                |  |
|                     |                 | Giovanni Francesco del Balzo | Antonicca de Gorrettis           |  |  |       |  |  |                    |  |  |                |  |
| Antonicca del Balzo |                 | Giovanni Francesco del Balzo |                                  |  |  |       |  |  |                    |  |  |                |  |
|                     |                 | Margherita del Balzo         | Anghilberto del Balzo            |  |  |       |  |  |                    |  |  |                |  |
|                     |                 | Margherita del Balzo         | Anghilberto del Balzo            |  |  |       |  |  |                    |  |  |                |  |
|                     |                 | Margherita del Balzo         | Maria Conquesta Orsini del Balzo |  |  |       |  |  |                    |  |  |                |  |
|                     |                 | Margherita del Balzo         |                                  |  |  |       |  |  |                    |  |  |                |  |

## Genealogia episcopale e successione apostolica
La genealogia episcopale è:
- Cardinale Pier Francesco Ferrero
- Patriarca Giovanni Trevisan, O.S.B.
- Arcivescovo Annibale di Capua

La successione apostolica è:
- Vescovo Orazio Acquaviva d'Aragona, O.Cist. (1592)